# Richard Monckton Milnes
Pour les articles homonymes, voir Milnes.
Richard Monckton Milnes, 1er baron de Houghton, (19 juin 1809 – 11 août 1885) est un poète, mécène des lettres et homme politique anglais.

## Origine et éducation
Richard Monckton Milnes est né à Londres, le fils de Robert Pemberton Milnes de Fryston Hall (en), Castleford, Yorkshire de l'Ouest, et de Henrietta, fille de Robert Monckton-Arundell, 4e vicomte de Galway. Il est éduqué à domicile puis entre au Trinity College (Cambridge) en 1827. Il reçoit une formation littéraire et devient membre du Cambridge Apostles, une société secrète intellectuelle qui comprend notamment Alfred Tennyson, Arthur Hallam, Richard Chenevix Trench et Joseph Williams Blakesley (en).
Après sa maîtrise en 1831, Milnes voyage à l'étranger, va à l'Université rhénane Frédéric-Guillaume de Bonn puis en Italie et en Grèce qu'il lui inspire en 1834 le récit de voyage Memorials of a Tour in some Parts of Greece.

## Carrière politique

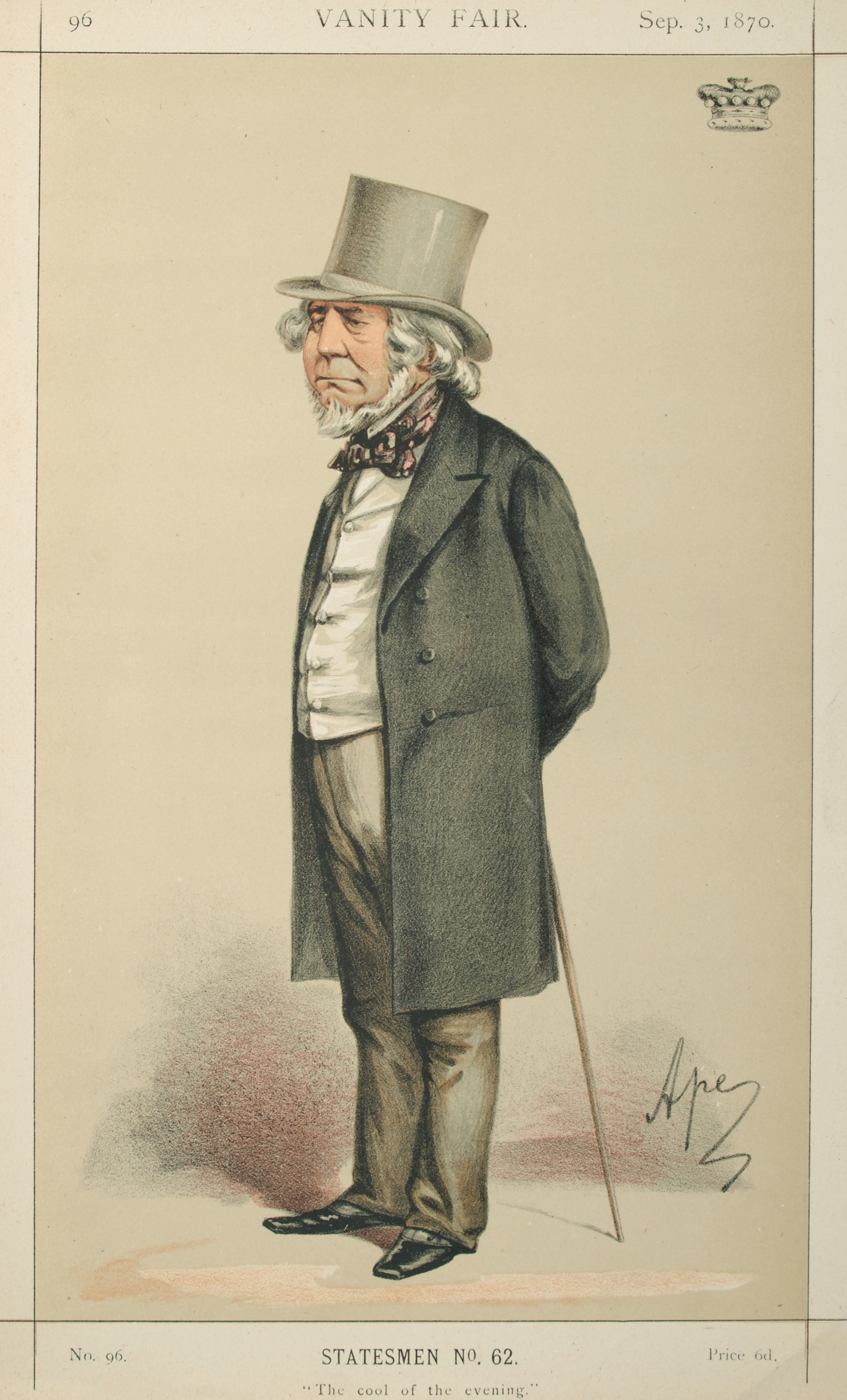
Caricature de Milnes

Richard Monckton Milnes rentre à Londres en 1837 pour être élu au parlement dans la circonscription de Pontefract pour les conservateurs. Au parlement, il s'intéresse particulièrement aux questions de copyright et la situation des maisons de correction pour les mineurs.
Il quitte le parti du Premier ministre Robert Peel après la controverse des Corn Laws et apporte ensuite son soutien politique à Henry John Temple.
Sa bonne nature a eu pour effet que sa carrière politique était dévalorisée par ses contemporains. En 1848, il se rend à Paris voir la révolution et fraterniser avec les deux camps. À son retour il écrit Letter to Lord Lansdowne en 1848.
Pendant les émeutes des chartistes de 1848, Matthew Arnold écrit à sa mère : « Dites à Miss Martineau qu'il est dit ici que Monckton Milnes a refusé d'être assermenté special constable, car il devrait être libre d'assumer le poste de président de la République à tout moment. »
En 1863, Palmerston nomme Milnes à la Paierie en tant que Baron Houghton, de Great Houghton dans le West Riding du comté de York.
George W. E. Russell dit de lui : « Au fil des années, il ne devient pas (comme le sont la plupart des hommes) moins libéral, mais plus encore ; plus soucieux de toutes les causes populaires ; plus vif dans son indignation contre le monopole et l'injustice. »

## Carrière littéraire

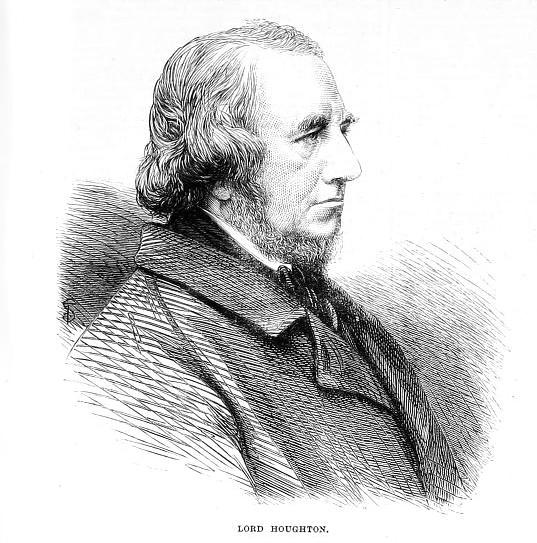

La carrière littéraire de Richard Monckton Milnes est souvent influencée par les questions religieuses. Il a écrit un tract One Tract More en 1841, qui a été loué par John Henry Newman, où il prend parti dans le débat sur « Essays and Reviews » pour le mouvement d'Oxford. Il publie des recueils de poèmes en 1838, Memorials of Residence upon the Continent and Poems of Many Years, puis Poetry for the People en 1840 et Palm Leaves en 1844. Il écrit également Life and Letters of Keats en 1848 à partir des documents qui ont été fournis par l'ami du poète, Charles Armitage Brown. Les ballades de Milnes sont populaires de son vivant. En 1868, Lord Houghton est élu à la Royal Society. En 1870, il est élu membre de l' American Antiquarian Society.
En dépit de sa piété, il a fait une remarquable collection de littérature érotique peu connue de son vivant qu'il lègue à la British Library. Son biographe Saunders dit de lui : « eu beaucoup de bons goûts et certains plus triviaux ». Milnes est considéré comme le possible auteur de The Rodiad (en), un poème pornographique au sujet de la flagellation,.
Cependant, ses principales distinctions étaient son sens du mérite littéraire chez les autres et la manière dont il les a encouragé. Il est entouré des personnalités les plus brillantes de son temps qu'il a souvent été le premier à découvrir. Sa réputation repose en grande partie sur le rôle qu'il a joué, en tant qu'homme d'influence dans la société et en façonnant l'opinion publique sur des questions littéraires, en liaison avec son vaste cercle d'amis talentueux. Il assure une pension de Tennyson, contribue à faire connaître Ralph Waldo Emerson en Grande-Bretagne et l'un des premiers des champions de Algernon Swinburne. Il aide David Gray en écrivant une préface pour The Luggie. Il procure un travail à Coventry Patmore au British Museum. Il est, au sens traditionnel, un mécène de la littérature qui n'abuse jamais des privilèges de sa position.
De même, il admirait le brillant savoir-faire littéraire des écrivaines et était un ami fidèle de la famille d'Elizabeth Gaskell de Manchester. Fervent partisan de la promotion de la femme, il a soutenu Meta, fille de la romancière Elizabeth Gaskell, dans son travail en tant que représentante de la Manchester Ladies' Educational Association et du Conseil pour la promotion de la formation supérieure des femmes dans le nord de l'Angleterre. The Spectator relate qu'à la mort de Meta en 1913 que : « Lord Houghton a dit un jour que la conversation et la compagnie dans la maison des Gaskell à Manchester - Plymouth Grove - étaient la seule chose qui rendait la vie dans cette ville supportable pour les gens au goût littéraire »,,,.

## Vie personnelle
Richard Monckton Milnes est un prétendant assidu de Florence Nightingale (qui refusera de l'épouser) et l'un de ses partisans les plus loyaux avec l'homme d'État Sidney Herbert.
Le 30 juillet 1851, il épouse Annabel, fille de John Crewe, 2nd Baron Crewe. Elle meurt en 1874.
Lord Houghton meurt à Vichy en France, en août 1885, à l'âge de 76 ans. Il sera enterré à Fryston.
Son fils Robert lui succède dans le titre de baron. Il deviendra un homme d'état libéral et sera élevé au titre de Comte de Crewe en 1895 puis Marquis en 1911.
La romancière Florence Henniker (en) est sa fille.
Milnes s'intéresse à la parapsychologie. Il est membre de la Society for Psychical Research.